# پروژه سپر طلایی
پروژه حفاظ طلایی (به چینی: 金盾工程) که به صورت عامیانه از آن به عنوان فایروال عظیم چین نیز یاد می‌شود یک پروژه برای سانسور و مراقبت از اینترنت است که توسط وزارت امنیت عمومی چین اجرا می‌شود. اجرای این پروژه از سال ۱۹۹۸ آغاز شد. 